# Серо д'Анунцио (Авелино)
Серо д'Анунцио је насеље у Италији у округу Авелино, региону Кампанија.
Према процени из 2011. у насељу је живело 74 становника. Насеље се налази на надморској висини од 725 м.